# Newbury (Vermont)
Newbury è un comune degli Stati Uniti d'America, situato nello Stato del Vermont e in particolare nella contea di Orange.